# Claes Gill
Claes Daniel Gill född 13 oktober 1910 i Odda, Norge, död 11 juni 1973 i Oslo,  var en norsk författare, journalist och skådespelare. 
Gill föddes i Odda men växte upp i Bergen. Han gick till sjöss som 18-åring och levde ett kringflackande liv i flera år. Han publicerade sin diktsamling Fragment av et magisk liv 1939 som följdes av Ord i jærn 1942.
På 1950-talet gav han upp författarkarriären för att skådespela. Hans första film blev Pyromanen, som var en av tre filmer han gjorde tillsammans med Arne Skouen (de andra är Herren och hans tjänare, 1959, och An-Magritt, 1969). De båda hade träffats redan på 1930-talet, då Gill var uteliggare och emellanåt arbetade som korrekturläsare på Dagbladet, där Skouen arbetade.
Gill var teaterchef vid Rogaland Teater i Stavanger från 1952 till 1956. 1957 spelade han titelrollen i Ludvig Holbergs Jeppe på berget vid Fästningsspelen i Varberg, pjäsen regisserad av Josef Halfen och med musik av Folke Alm.

## Filmografi
Efter Internet Movie Database och Svensk filmdatabas:
- 1955 – Pyromanen
- 1957 – Värmlänningarna
- 1958 – Från Kortedala till Långedrag (kortfilm)
- 1959 – Herren och hans tjänare
- 1961 – Briggen Tre Liljor
- 1962 – Kort är sommaren
- 1967 – Gutten som kappåt med trollet (kortfilm)
- 1968 – Cocktailparti (TV-film)
- 1969 – An-Magritt

## Teater

### Roller (ej komplett)
| År   | Roll  | Produktion                                         | Regi         | Teater         |
| ---- | ----- | -------------------------------------------------- | ------------ | -------------- |
| 1957 | Jeppe | Jeppe på berget (Jeppe paa Bierget) Ludvig Holberg |              | Det Nye Teater |
| 1958 | Jeppe | Jeppe på berget (Jeppe paa Bierget) Ludvig Holberg | Josef Halfen | Lilla Teatern  |